# (11297) 1992 PP6
(11297) 1992 PP6 là một tiểu hành tinh vành đai chính. Nó được phát hiện bởi Henri Debehogne và Álvaro López-García ở Đài thiên văn La Silla ở Chile ngày 5 tháng 8 năm 1992.